# シー・ドラゴン (ロケット)

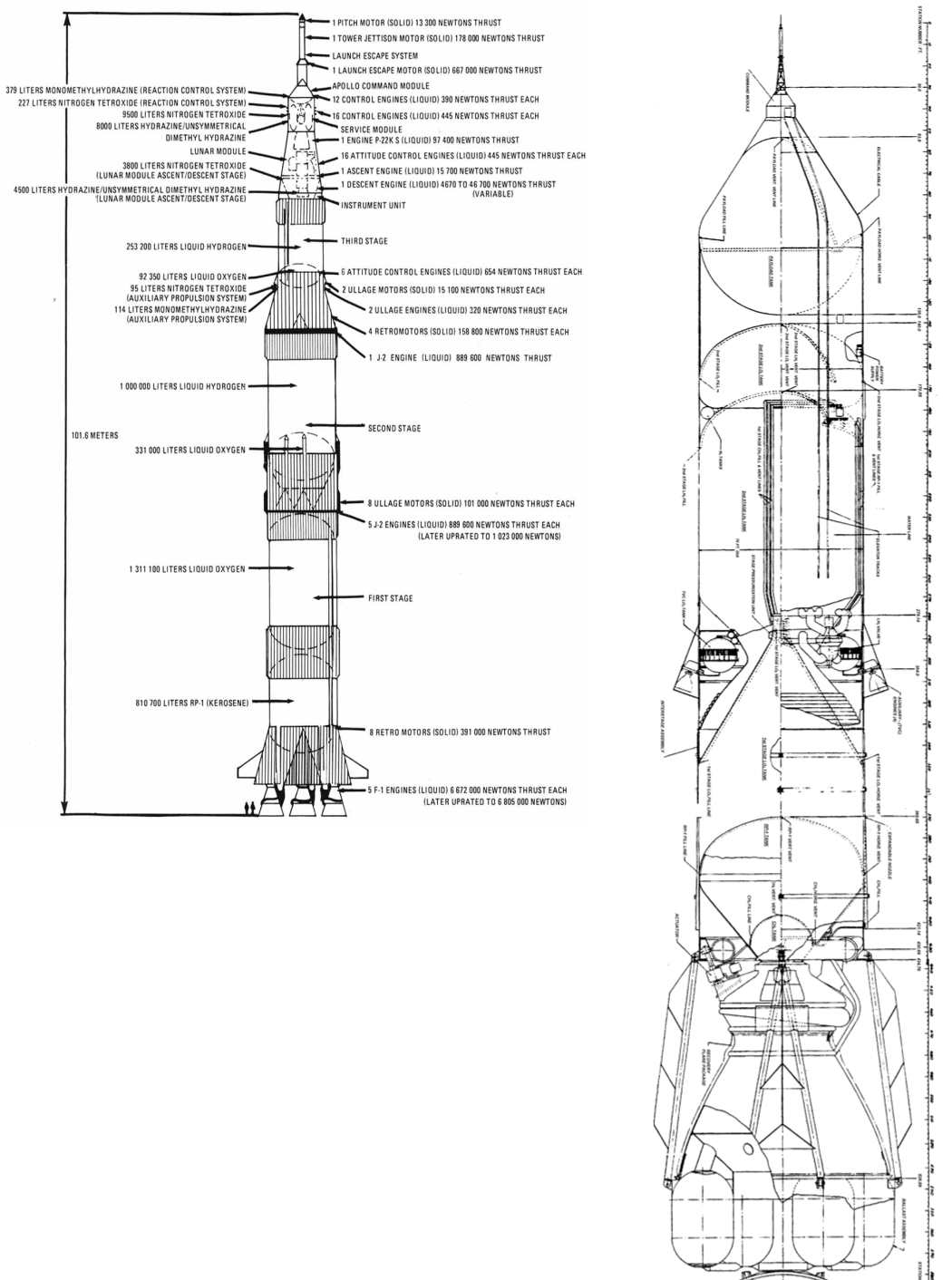
同一縮尺のサターンV(左、全長110m)とシードラゴン(右、150m)

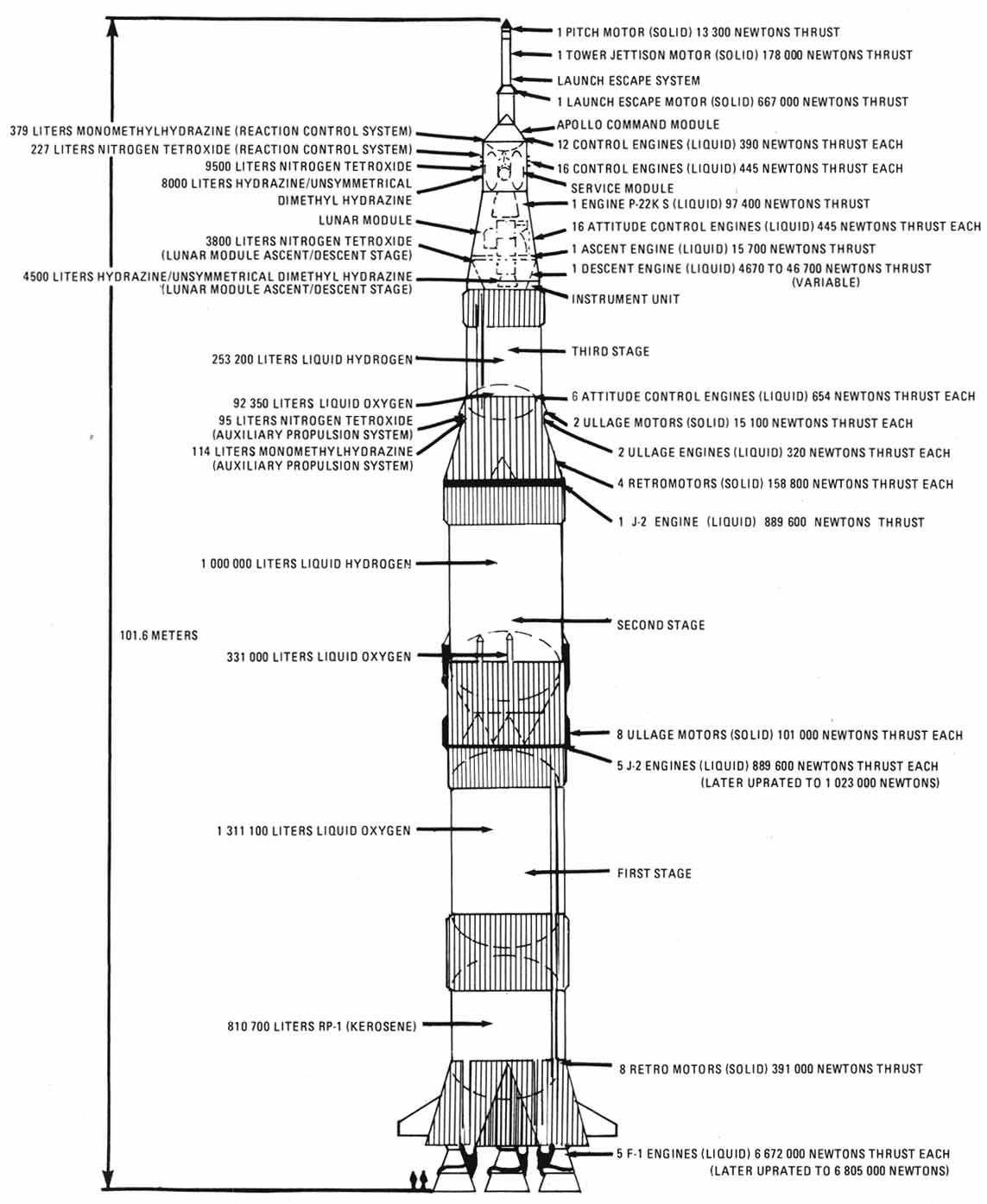
同様の縮尺のサターン V。シードラゴンの1段目のエンジンとノズルの内部にサターンVの2段目が収まる。

シー・ドラゴンは、1962年に調査された再使用型の2段式ロケットである。この計画はエアロジェット社に勤務していたロバート・トルァックスが主導して彼が考案した数ある設計の一つで海洋上の浮上構造物上から打ち上げるものであった。NASAとトッド・パシフィック造船所の数名が興味を示したが、NASAの次期計画には採択されずに1960年代半ばには下火になった。全長150m、直径23mのシードラゴンは史上最大のロケットになる予定だった。重量はおよそ4千万ポンド、1万8千トン。
トルァックスによる基本的な概念は廉価に大規模なロケットを開発することで、現在でいうところの"ビッグ・ダム・ブースター"と呼ばれる概念だった。運用経費を下げる為にロケット自体は海上から打ち上げられるので支援システムが少なくて済む。大型のバラストタンクシステムを1段目のラバール・ノズルの底部に付随させることによりロケットを垂直に打ち上げる為の"ホイスト"として使用する。貨物はちょうど喫水線上となる2段目の上に設置することによってアクセスが容易になる。トルァックスは既に基本的なシステムの実験をSea Beeとシーホースロケットで行っていた。 彼はロケット自体の費用を低減する為に8mmの鉄板等、高価ではない材料を取り入れた。ロケットは海岸の造船所で建造され、打ち上げ海域まで曳航される予定だった。
ロケットは550トンを低軌道へ投入する能力を有する。ペイロードの費用は現在の費用よりも大幅に安いkgあたり$59から$600である。TRWは計画の見直しとの評価と設計の検証と費用の見積もりを行い、NASAを驚かせた。しかしながら予算削減の圧力により将来の計画は縮小され、火星有人飛行の為の超重量物打ち上げロケットの作業も終焉を迎えた。

## 構成
全エンジンが圧送式サイクルを採用、TEA（トリエチルアルミニウム）を高圧ガスで燃焼室に注入することで点火する（ハイパーゴリック）

### 1段目
1段目は推力80,000,000 pounds-force (360 MN)のRP-1と液体酸素(LOX)を推進剤とする単一のエンジンだった。
エンジンには圧送式サイクルを採用しているが、RP-1の押し出しには事前に加温加圧された液化メタンの沸騰して出来たガスを用いているのに対し、液体酸素の押し出しには液体酸素自身を熱交換器で加熱沸騰させて出来たガスを使う自己生成加圧を用いているのがユニークな特徴である。
それぞれRP-1は32 atm、液体酸素は17 atmでエンジン離床時の総圧力は20 atm (~300 psi)に加圧される予定だった。打ち上げてから81秒後には圧力が抜けて燃焼が止まる。その時点で高度25 miles (40km)、距離20 miles(33km)、速度は4,000 mph (1.8 km/s)に到達する。通常のミッションでは1段目を分離して180 miles (290 km)の海域に高速で着水する。計画では回収する予定だった。

### 2段目
2段目も同様に超大型の単一のエンジンを備えており、この場合推力6000,000kgfで液体水素(LH2)と液体酸素(LOX)を燃焼する予定だった。
同様に圧送式だったが、LH2の供給が自己生成加圧を用いる一方、LOXの供給についてはペットボトルロケット同様何ら燃料を押し出す機構は持っておらずタンク内のガス圧力、水頭(燃焼室より燃料タンクが高いことによる位置エネルギー)によって押し出される。最終的に燃焼室インジェクターに噴出するために必要な100psiaの圧力が確保される。
LOXは25psiの蒸気圧の温度で充填されている。1段目より低圧の7atmで推進剤を供給し、260秒間燃焼する予定でその時点で高度230 km、距離940 kmに達する。
性能を向上する為にエンジンのノズルは伸展する構造になっており、上昇するにつれて膨張比は7:1から27:1に変えられるようになっていた。ロケットの全高は1段目の先端の中に2段目のエンジンノズルを入れることによっていくらか短縮された。
推力偏向機構は持たず固定式である。代わりにサイドスラスタを用いてロール制御を行う。

#### 伸展ノズル
2段目メインノズルは特殊な伸展ノズルを採用していて、外見にも見て取れる。（縦縞模様になっている部分）
一般的な伸展ノズルでは二分割されたノズルが合体することで、縦に伸びるのに対し、シードラゴンの2段目メインノズルは横に広がりノズル出口の直径が大きくなる。
1段目飛行中の際はロケット外壁に沿って円柱状に格納されていて、2段目の飛行時に傘のように円錐台へ展開される。
これによりノズル出口直径がロケット本体の直径よりも大きくなり、1段目飛行中は空気抵抗を抑えつつ、2段目飛行中に高いノズル開口比、比推力を実現させた。
格納時ノズルの内側に1段目先端部を収めることでロケットの全高も短縮されている。

#### サイドスラスタ（AUX）
本ロケットの特色として2段目の側面に取り付けられた4基のAUXエンジン(サイドスラスタ)があげられる。これは1,2段両方でロール制御を担うが、1段目は一般的なロケット同様ジンバルによる推力偏向も行う。2段目メインエンジンは固定式である。
AUXエンジンは液体水素(LH2)と液体酸素(LOX)を燃焼させる。駆動方式は他エンジン同様圧送式サイクルである。LH2タンクは2段目メインエンジンと共用、LOXは高圧ガスタンクよりレギュレータを通じて供給される窒素ガスで押し出される。LOXタンクは各AUXエンジンごとに独立して存在し計4基のAUX用LOXタンクを持つ。

## 要目
|               | 1段目               | 2段目               |
| ------------- | ------------------- | ------------------- |
| 全備重量      | 12.7 kt ( 28 M lb)  | 4.81 kt (10.6M lb)  |
| 推進剤質量    | 11.3 kt (25 M lb)   | 4.31 kt (9.5M lb)   |
| 構造比        | 0.108               | 0.1095              |
| 推力          | 36.3k tf ( 80M lbf) | 6.35k tf (14M lbf)  |
| 比推力        | 242 秒(海面)        | 409 秒(真空中)      |
| 推進剤:       | 液体酸素 & RP-1     | 液体酸素 & 液体水素 |
| 混合比:       | 2.3                 | 5                   |
| 燃焼圧力:     | 2.07 MPa (300 psia) | 0.517 MPa(75 psia)  |
| ノズル開口比: | 5                   | 20                  |
| スロート直径: | 12.7m (41.6 ft)     | 9.3m (30.6 ft )     |

## 打ち上げ手順
典型的な打ち上げ手順は整備と貨物とバラストタンクが結合される事から始まる。RP-1と窒素も同様にこの時点で積載する。ロケットは打ち上げ海域まで曳航され、そこで現地による電気分解によって調達された液体酸素と液体水素を注入する。トルァックスはこの段階において電力を供給する為に原子力空母を使用することを提案している。バラストタンクに水が満たされ1段目のエンジンノズルを保護する為に栓が付けられロケットは垂直に立つ。直前にチェックして、その後問題がなければロケットは打ち上げられる。

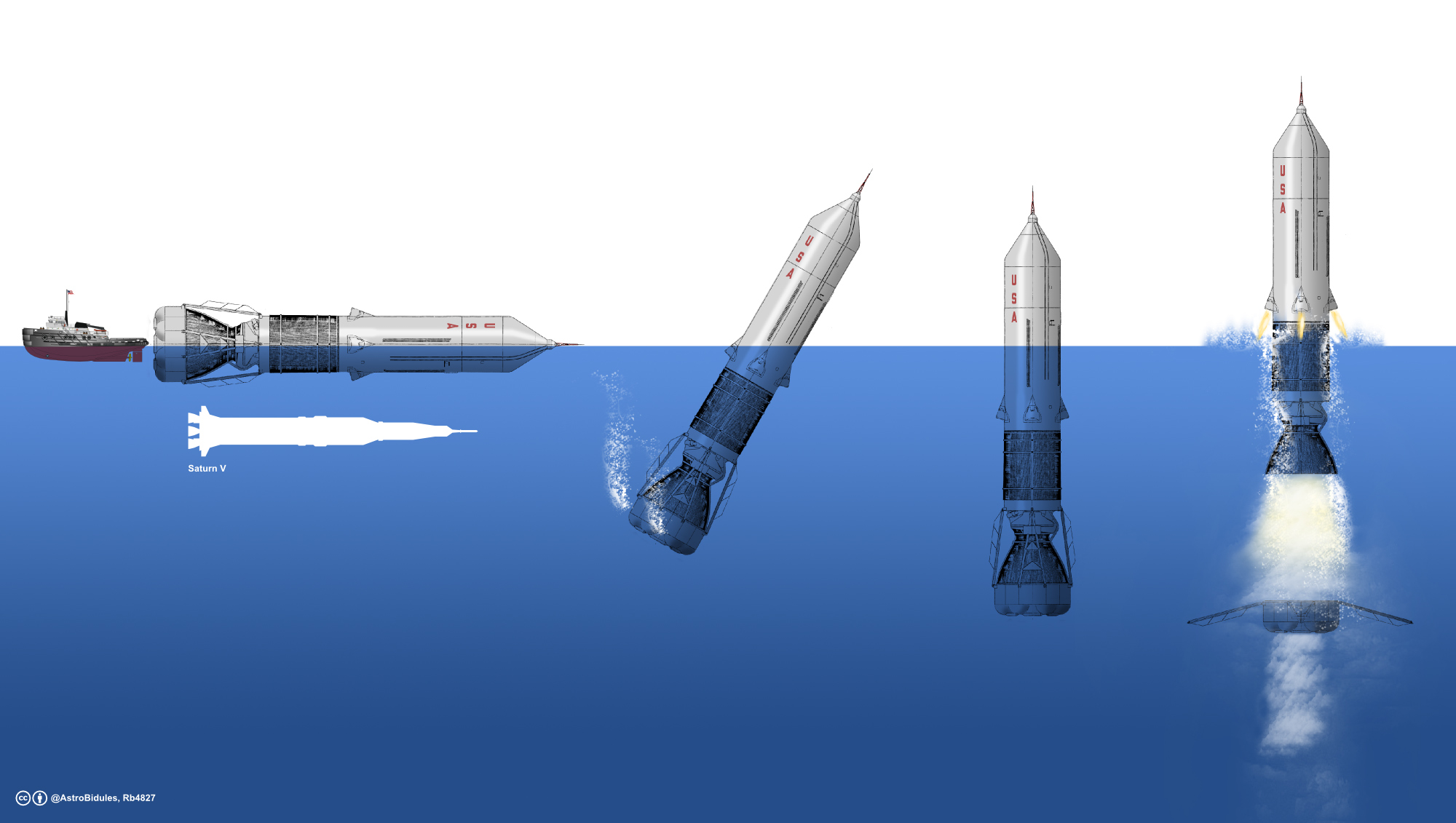
シードラゴンの打ち上げ手順